# Piccadilly line
La Piccadilly line (en français : « ligne Piccadilly ») est une ligne du métro de Londres ouverte en 1906. Elle relie Cockfosters au nord à l'aéroport de Londres-Heathrow et à Uxbridge à l'ouest. Elle possède la couleur bleu foncé sur le plan du métro londonien. Lors du cycle annuel 2016-2017, plus de 206 millions de passagers en font usage. Il s'agit d'une ligne profonde allant du nord à l'ouest de Londres via la zone 1 avec d'importantes sections en surface dans sa partie extérieure. Sur ses 53 stations, 25 sont souterraines.

## Histoire

### Projets et inauguration
La Piccadilly line commence comme la compagnie Great Northern, Piccadilly & Brompton Railway (GNP&BR), l'un des nombreux chemins de fer contrôlés par la Underground Electric Railways Company de Londres (UERL), dont l'administrateur en chef est Charles Tyson Yerkes, qui décède avant que l'une de ses lignes arrive à sa pleine fréquentation. En 1902, il existe 26 projets de loi devant le Parlement quant à la construction des chemins de fer du métropolitain de Londres, nombre d'entre eux proposant des itinéraires concurrents. Il faut un comité parlementaire pour se prononcer sur le plus consensuel.
Le régime en cause accepte finalement la fusion de deux des chemins de fer prévue du métro, le Great Northern & Strand Railway (GN&SR) et le Brompton & Piccadilly Circus Railway (B&PCR), ainsi que la prise en charge d'un chemin de fer profond du District Railway suivant une ligne de démarcation entre South Kensington et Earl's Court, stations approuvées en 1897 mais qui ne sont alors pas construites. Une section reliant Piccadilly Circus et Holborn est également ajoutée au GN&SR et au B&PCR.  Quand le GNP&BR est officiellement ouvert le 15 décembre 1906, la ligne part du terinus du Great Northern & City Railway à Finsbury Park et accède à Hammersmith.

### Développements ultérieurs
Le 30 novembre 1907, la branche de Holborn au Strand (rebaptisé Aldwych) ouvre. En 1905 puis en 1965, des plans sont établis pour étendre la courte distance au sud sous la Tamise, à Waterloo, mais ils ne voient jamais le jour. Bien que construite avec deux tubes à simple ligne de navette sont devenues la norme de travail de 1918, à l'est du tunnel fermé à la circulation. 
Le 1er juillet 1910, le PNB & BR et les autres appartenant aux chemins de fer UERL (Baker Street et Waterloo Railway, la Charing Cross, Euston et de Hampstead et dans le district de chemin de fer Chemin de fer) sont fusionnées par une loi du Parlement pour devenir la London Electric Railway Company. Le 10 décembre 1928, une nouvelle station de métro, Piccadilly Circus, est ouverte. Il s'agit du début d'une évolution considérable sur l'ensemble des chemins de fer, qui comprend un programme global d'élargissement de stations sur la même base que celle de Piccadilly Circus.

### Extension àCockfosters
Jusque dans les années 1920, il y avait de graves congestions à la ligne nord du terminus, Finsbury Park, où les voyageurs devaient changer pour des tramways et des autobus pour les destinations dans le Nord et le Nord-Est de Londres. Il y a eu des députations faites au Parlement, demandant l'établissement d'un début de l'extension de la ligne soit vers Tottenham et Edmonton ou vers Wood Green et Palmers Green. Le début des années 1930 a été une période de récession, et afin d'atténuer le chômage Gouvernement du capital a été mis à disposition. Les principaux éléments du régime sont une extension vers le nord de Finsbury Park à Cockfosters. Il est également prévu de construire une station Manor House entre Turnpike Lane et à la jonction de Green Lanes et St Ann's Rd. dans Harringay, mais cela a été arrêté par Frank Pick qui estimait que le service de bus et tram à ce stade était adéquat. Cependant, une « ventilation Station », dans le même style architectural de stations de métro de l'époque a été fournie sur le site, et est visible aujourd'hui. Il y avait aussi une certaine opposition à la ligne au sein de la London and North Eastern Railway. L'extension est en tube de Finsbury Park à un point un peu au sud de Arnos Grove. La longueur totale de l'extension est de 12 km (7,7 milles), son coût de 4 millions de livres pour la construction et elle a été ouverte en sections comme suit : 
- 19 septembre 1932 : à Arnos Grove ;
- 13 mars 1933 : à Enfield West (maintenant Oakwood) ;
- 19 juillet 1933 : achèvement de Cockfosters.

### Prolongements àHounslowetUxbridge
Au même temps de l'extension à Cockfosters, dans les années 1930, la Piccadilly line était étendue de Hammersmith vers l'ouest et nord-ouest, à Hounslow et à Uxbridge, sur les routes originellement utilisées par la District line. Toutes les extensions dans cette direction étaient en plein champ. Entre Rayners Lane et Uxbridge, la Piccadilly line a partagé les voies de la Metropolitan line. Les extensions étaient ouvert en sections comme suit :
- 4 juillet 1932 : de Hammersmith à South Harrow (avec un autre pair de voies à côté de la District line entre Hammersmith et Acton Town)
- 9 janvier 1933 : branche de Acton Town à Northfields (sur une paire de voies à côté de la District line)
- 13 mars 1933 : de Northfields à Hounslow West
- 23 octobre 1933 : de South Harrow à Uxbridge

Après la complétion de l'extension à Uxbridge, la section de la District line entre Ealing Common et Uxbridge a été retirée. La District line continuait à desservir Hounslow avec la Piccadilly line jusqu'à 1964.

### Complémentarité de la Victoria line
Au cours des phases de planification de la Victoria line, une proposition a été avancée pour transférer la station Manor House à la Victoria line, mais aussi de construire un nouveau tunnel direct de Finsbury Park à la station de Turnpike Lane et ainsi réduire le temps de trajet. Cette idée a finalement été mise à l'écart en raison de la gêne occasionnée aux passagers qui aurait été causée au cours des travaux, ainsi que le coût des nouveaux tunnels. Même ainsi, la Piccadilly line était encore affecté à Finsbury Park par la construction de la ligne Victoria. La voie en direction de l'ouest a été réorientée par le biais de nouveaux tunnels, afin de créer une correspondance quai à quai avec la Victoria line sur les quais précédemment utilisés par la Northern City Line. Ce travail a été achevé en 1965, et le détournement fut mis en service le 3 octobre 1965, trois ans avant l'ouverture de la première phase de la Victoria line. 

### Arrivée à Heathrow
En 1975, une nouvelle section en tunnel a été ouverte de Hounslow West à Hatton Cross. Hounslow West est alors devenue une station souterraine. En 1977, la branche a été étendue à Heathrow Central, et ouverte par la reine Élisabeth II le 16 décembre. Cette station a été rebaptisée Heathrow Terminals 1, 2, 3 en 1984, avec l'ouverture d'une boucle à sens unique par le prince Charles de Galles et la princesse Diana desservant Heathrow Terminal 4, au sud de la zone centrale du terminal. 
Du 7 janvier 2005 au 17 septembre 2006, la boucle via le terminal 4 de Heathrow a été fermée pour permettre la connexion d'un embranchement vers le futur terminal 5 de Heathrow. Toutes les circulations s'achevaient sur les deux voies de la station des terminaux 1, 2 et 3, qui est redevenue temporairement le terminus de la ligne. Des navettes routières ont alors relié le terminal 4 à la gare routière de Hatton Cross. Pendant une brève période au cours de l'été 2006, la ligne a été limitée à Hatton Cross et les navettes desservaient alors également les terminaux 1,2,3 alors que la configuration de la ligne et des tunnels ont été modifiés pour la desserte du nouveau terminal 5. L'extension de l'aérogare 5 est baptisée "PiccEx", une abréviation de "Piccadilly Line Extension". La station Terminal 5 a été ouverte le 27 mars 2008.

### Attentat terroriste de 2005
Le 7 juillet 2005, un train de la Piccadilly line a été attaqué par le terroriste Germaine Lindsay. L'explosion s'est produite à 8 heures 50 tandis que le train circulait entre King's Cross St. Pancras et Russell Square. Elle faisait partie d'une attaque coordonnée sur le réseau de transport de Londres, et a été synchronisée avec trois autres attentats — deux sur la Circle line et un sur un bus à Tavistock Square. Un engin explosif de puissance relativement limitée, dissimulé dans un sac à dos, a été utilisé, le kamikaze est mort dans l'explosion. 
L'attentat de la Piccadilly line a eu pour conséquence le plus grand nombre de victimes, avec 26 personnes tuées. L'évacuation s'est avérée particulièrement difficile car il s'agit d'une ligne profonde, difficile d'accès pour les services de secours. L'ensemble de la ligne est restée fermée pour le reste de la journée. Une partie de la ligne a rouvert le 8 juillet sans aucun service entre Hyde Park Corner et Arnos Grove, et la ligne a été complètement rétablie le 4 août, exactement quatre semaines après les attentats à la bombe.

## Infrastructure

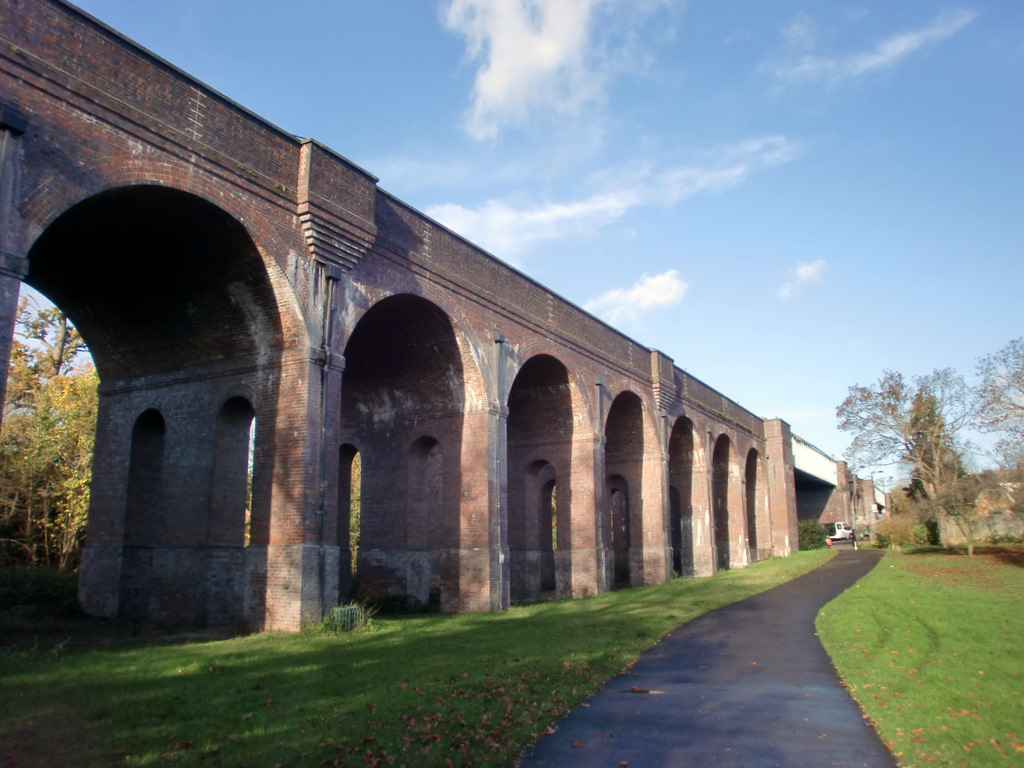
Arnos Park Viaduct.

Sur la section entre Arnos Grove et Southgate se trouve un viaduc, qui traverse la vallée de la Pymmes Brook, un affluent de la rivière Brent. Ce viaduc s'appelle Arnos Park Viaduct, après le parc proche. Il fut construit entre 1932 et 1933.

## Matériel roulant
Les trains de la Piccadilly line sont des 1973 tube stock, dans la norme de London Underground livrée en bleu, blanc et rouge. Soixante-six trains sur un parc de 88 sont nécessaires pour faire fonctionner le service de la ligne de crête, et une unité a été gravement endommagée par l'attaque terroriste du 7 juillet 2005. Bien que le stock ait été récemment rénové, son renouvellement est prévu d'ici 2014. 
La ligne a été exploitée auparavant en 1959 stock, 1956 stock, 1938 stock, stock tube standard et 1906 stock. 
La ligne possède deux dépôts ; l'un à Northfields et l'autre à Cockfosters. 
Il y a des voies d'évitement à Oakwood, South Harrow, Arnos Grove, Rayners Lane, Down Street, Wood Green, Acton Town, Ruislip et Uxbridge. Oakwood et Arnos Grove sont considérées comme les plus utilisées.

### Signalisation
La ligne est contrôlée depuis le centre de contrôle d'Earl's Court, qu'elle partage avec la District line. La ligne nécessite une nouvelle signalisation, la réalisation des travaux est prévue d'ici 2014.
Les trains de la ligne ont été complètement rénovés en 2004.

## Stations
Listes des stations d'ouest en est :

### Branche de Cockfosters
- Cockfosters
- Oakwood
- Southgate
- Arnos Grove
- Bounds Green
- Wood Green
- Turnpike Lane
- Manor House

### Tronçon originel
- Finsbury Park
- Arsenal
- Holloway Road
- Caledonian Road
- King's Cross St. Pancras
- Russell Square
- Holborn
- Covent Garden
- Leicester Square
- Piccadilly Circus
- Green Park
- Hyde Park Corner
- Knightsbridge
- South Kensington
- Gloucester Road
- Earl's Court
- Barons Court
- Hammersmith

### Extension vers Hounslow et Uxbridge
- Turnham Green
- Acton Town

### Branche d'Heathrow
- South Ealing
- Northfields
- Boston Manor
- Osterley
- Hounslow East
- Hounslow Central
- Hounslow West
- Hatton Cross
- Heathrow terminal 4
- Heathrow terminals 2 & 3
- Heathrow terminal 5

### Branche d'Uxbridge
- Ealing Common
- North Ealing
- Park Royal
- Alperton
- Sudbury Town
- Sudbury Hill
- South Harrow
- Rayners Lane
- Eastcote
- Ruislip Manor
- Ruislip
- Ickenham
- Hillingdon
- Uxbridge

### Stations fermées
- La station Aldwych a été ouverte le 30 novembre 1907 sous le nom de Strand, au terminus d'un embranchement qui partait de la station Holborn. Jusqu'en 1910, il y circulait, en soirée, des rames desservant les théâtres, remplacées en 1917 par une navette partant de Holborn. La même année, la station a été renommée Aldwych, quand Charing Cross sur la Northern Line a été rebaptisé du nom de Strand. La station a été temporairement fermée en 1940, pendant la Seconde Guerre mondiale, pour servir d'abri anti-aérien. Elle a rouvert en 1946. Le prolongement de la ligne jusqu'à Waterloo a été envisagé, mais n'a jamais été réalisé. La station a finalement été fermée le 30 septembre 1994, la fréquentation ayant été jugée trop faible pour justifier le remplacement nécessaire de l'ascenseur. La station est régulièrement utilisée pour le tournage de films.

- Brompton Road, entre South Kensington et Knightsbridge, a été ouverte le 15 décembre 1906 et fermée le 30 juillet 1934.

- Down Street, entre Green Park et Hyde Park Corner, est restée en service entre le 15 décembre 1906 et le 21 mai 1932.

- Osterley & Spring Grove est restée ouverte du 13 mars 1933 au 24 mars 1934, entre Boston Manor et Hounslow Orient, puis remplacée par Osterley.

- Park Royal & Twyford Abbey a ouvert ses portes le 23 juin 1903 et été fermée le 5 juillet 1931. Bien que sur le trajet de l'actuelle Piccadilly line, à peu de distance au nord de l'actuelle station de Park Royal, elle n'a jamais été desservie par les trains de la ligne de Piccadilly. Elle a été ouverte par la District Line, premier opérateur de la ligne reliant Ealing Common et South Harrow, et a été fermée et remplacée par la présente station Park Royal, avant le prolongement de la ligne de Piccadilly à South Harrow, en 1932.

- York Road, entre King's Cross St Pancras et Caledonian Road, a été ouverte le 15 décembre 1906 et fermée le 19 septembre 1932, au vu de sa trop faible fréquentation.

### Stations ayant changé de nom
- Dover Street est devenue Green Park en 1933
- Enfield West est devenue Oakwood en 1934
- Gillespie Road est devenue Arsenal en 1932
- Heathrow terminals 1, 2 & 3 est devenue Heathrow terminals 2 & 3 en 2015 après la fermeture du terminal 1 de l'aéroport d'Heathrow.